# Alfons Arús i Leita
Alfons Arús i Leita (Barcelona, 22 de maig de 1961) és un periodista català que ha desenvolupat la seva carrera a la ràdio i a la televisió.

## Biografia

### Ràdio
Els seus inicis van ser a la ràdio. Va començar a Ràdio Joventut el 1974, amb el programa diari Can Barça. Va passar també per Antena 3 Radio i Radio 80 Serie Oro (actual LOS40 Classic).
El 1983, va fitxar per Cadena Catalana, on va dirigir i presentar el programa despertador Arús con leche, que també es radiava a la resta d'emissores de la Cadena Rato (actual Onda Cero), amb col·laboradors com ara Xavi Martín, Sergi Mas o Jorge Salvador. El 1989, el programa va rebre un Premi Ondas.
Des del 1991 fins al gener de 1993, Arús con leche es va emetre a Ràdio Tràfic i a la resta d'emissores de la Cadena Minuto. La temporada 1993 - 1994 va passar a emetre's en la nova M80 radio, sorgida de la fusió de Radio 80 i Radio Minuto. Paral·lelament, amb els companys d'Arús con leche, retransmetia els partits de futbol del Barça en clau d'humor al Força Barça, fins al 2004.
Va passar a l'horari de nit amb ¡Ya te digo! (2000-2001) a Onda Cero, amb Albert Lesan, Óscar Pérez Dolz, Andrés Torres i José Miguel Cruz. A Cadena 100 va dirigir i presentar els programes matinals La jungla de Arús (2001-2004) i Arús en la 100 (2005-2006).

### Televisió
La seva primera aparició a la televisió fou el 1989, en el concurs de TVE La casa por la ventana, amb Paco Morán, Lloll Bertran i Jorge Salvador. Entre els anys 1990 i 1992, a la mateixa cadena, va presentar un programa de vídeos casolans, anomenat Vídeos de Primera, amb el qual va aconseguir gran popularitat i audiència. Paral·lelament a aquest treball, en la connexió per a Catalunya de La 2, presentava i dirigia Força Barça, una paròdia sobre el Barça, on l'equip d'Arús imitava els jugadors i principals personatges del club.
El 1992 va ser fitxat per Antena 3 per a dirigir i presentar l'espai humorístic Al ataque, que es va emetre fins a l'any 1993. També va presentar un segon programa, molt semblant, anomenat El Chou, el 1994.
Ha presentat diferents programes a TV3 entre els anys 1994 i 1998, com el programa humorístic-esportiu Força Barça i el magazín Ja hi som. El 1999 hi va dirigir OK!, una revista diària d'una hora i mitja presentada per Inka Martí. El 2000 també va dirigir L'estiu és teu, un programa d'entrevistes diari presentat per Alícia Flames.
El 1999 va tornar a La 2 de TVE, dirigint El Rondo (1999-2004) i El Rondo de Estudio Estadio (2006).
El 2002 començà a presentar el programa Arucitys a 8tv, que s'emet per a tota Catalunya, amb qui ha tingut com a col·laboradors la seva pròpia dona, Angie Cárdenas, i altres periodistes com Víctor Amela (La Vanguardia), Mónica Planas (Mundo Deportivo), David Broc o Andrés Torres. El 2012 va ser premiat amb el Premi Ondas al millor programa de televisió no estatal.
Paral·lelament al programa Arucitys, el 2005 va començar a emetre un altre programa a TVE, Tan a gustito, on parlaven de temes del cor i que bàsicament tenia la mateixa temàtica i seccions que el programa Arucitys. Aquest programa es va deixar d'emetre a mitjans del 2006.
A partir del 2016 Arús tornà a l'actualitat esportiva presentant, cada dilluns de 22:30 a les 0:00 a 8tv, un programa anomenat El Trident, fent paral·lelament l'Arucitys a la mateixa cadena.
El març de 2018 va anunciar que deixaria 8tv, però el seu programa continuarà a la cadena espanyola La Sexta amb el nom de Arusitys.
Alfons Arús ha estat dues vegades nominat al TP d'Or com a millor presentador pels programes Vídeos de primera i Al Ataque. El 2012 va rebre una Menció d'honor de la dotzena edició dels Premis Ràdio Associació de Catalunya.
| Programa                  | Cadena de Televisió | Any             |
| ------------------------- | ------------------- | --------------- |
| La casa por la ventana    | La 1                | 1989            |
| Vídeos de Primera         | La 1                | 1990-1992       |
| Força Barça               | La 2                | 1990-1992       |
| Al ataque                 | Antena 3            | 1993            |
| El chou                   | Antena 3            | 1994            |
| Força Barça               | TV3                 | 1994-1998       |
| Ja hi som                 | TV3                 | 1994-1998       |
| OK!                       | TV3                 | 1999            |
| El Rondo                  | La 2                | 1999-2004       |
| El Rondo de Estudio Radio | La 2                | 2006            |
| Arucitys                  | 8tv                 | 2002-2018       |
| El Trident                | 8tv                 | 2016            |
| Arusitys                  | La sexta            | 2018-actualitat |

L'any 1995 va obtenir el Premi Card de l'Associació de Dones Periodistes de Catalunya.